# فيل سبادلا
فيل سبادلا (بالإنجليزية: Fil Spadla)‏ هو أحد جبال سلسلة جبال الألب سيلفريتا وجزء من القمة الأم فلوشثورن يقع في كانتون غراوبوندن، سويسرا. يبلغ ارتفاع الجبل حوالي 2963 متر، بينما يبلغ ارتفاع نتوء الجبل 237 متر.